# Simodactylus spinifer
Simodactylus spinifer là một loài bọ cánh cứng trong họ Elateridae. Loài này được Van Zwaluwenburg miêu tả khoa học năm 1940.